# Wildlife
Wildlife ist das zweite Studioalbum der US-amerikanischen Post-Hardcore-Band La Dispute.

## Veröffentlichung
Das Album erschien im Oktober 2011 über das Label No Sleep Records in den USA. Da das Album in anderen Ländern bis dato nicht veröffentlicht wurde, wurde es vom deutschen Musikmagazin Visions in Ausgabe 224 (November 2011) als Heftbeilage veröffentlicht.

## Rezeption
Von Visions wurde das Album zum Album des Monats November 2011 und später auch zum Album des Jahres 2011 gewählt. Von den Lesern des Magazins wurde das Album in der Kategorie Album des Jahres auf Platz 2 gewählt; das Lied King Park wurde zudem als Song des Jahres ausgezeichnet.
Andere Medien bewerten das Album ebenfalls tendenziell positiv, beispielsweise sputnikmusic.com mit vier und Allmusic mit dreieinhalb von jeweils fünf möglichen Punkten. Anthony Fantano gab dem Album eine "starke 8".
In den Billboard-200-Charts erreichte das Album Platz 161 und in den Albencharts „Top Modern Rock/Alternative“ Platz 25.

## Trackliste
1. a Departure – 3:32
2. Harder Harmonies – 3:35
3. St. Paul Missionary Baptist Church Blues – 3:46
4. Edit Your Hometown – 2:55
5. a Letter – 3:49
6. Safer in the Forest/Love Song for Poor Michigan – 4:36
7. The Most Beautiful Bitter Fruit – 3:55
8. a Poem – 2:59
9. King Park – 6:54
10. Edward Benz, 27 Times – 5:45
11. I See Everything – 3:37
12. a Broken Jar – 2:19
13. all our bruised bodies and the whole heart shrinks – 5:04
14. You and I in Unison – 4:56